# ウトロ

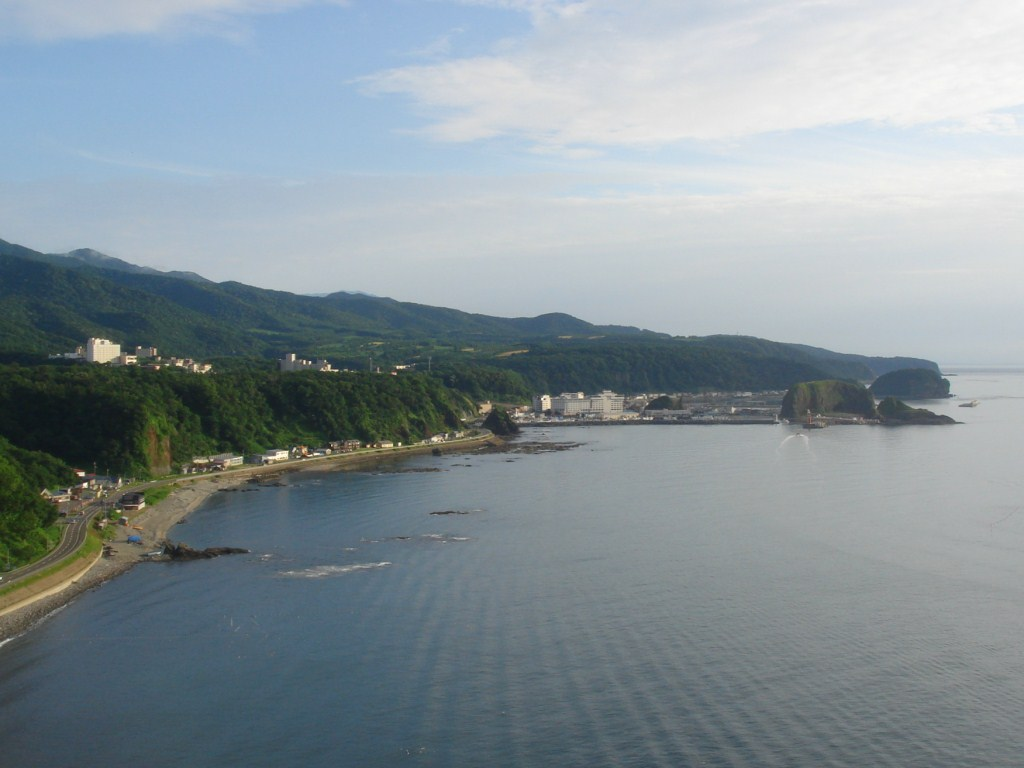
ウトロ遠景（画面右奥）

ウトロは、北海道オホーツク総合振興局斜里郡斜里町にある地名である。漢字表記は宇登呂。
語源はアイヌ語の「ウトゥルチクシ (Uturu-ci-kus-i) 」であり、「その間を-我々が-通る-所」という意味である。岩と岩の間に細い道があり、そこを舟で通り、集落から浜へ往来したのが由来だという。ウトゥルだけだと、「その間」という意味になる。
純然たるアイヌ語であり、京都府宇治市のウトロ地区とはまったく関係ない。

## 概要
斜里市街から国道334号を知床岬方面に約40kmの位置にあり、斜里市街からの所要時間は自動車でおよそ40分程度である。
ウトロ港に遊覧船乗り場があり、温泉街（ウトロ温泉）が広がっている。また、カムイワッカ湯の滝や知床五湖へ行くための道道93号の入口にもなっている。国道沿いのウトロ港東側の海岸は夕日のビューポイントである。町はずれにはチャシコツ崎と呼ばれるチャシ（ウトロチャシ）跡があるが、2005年（平成17年）にはこのチャシコツ崎下のトビニタイ文化の遺跡から熊を祀った痕跡が発見され、アイヌ文化成立の経緯を解き明かす為の重要な発見として注目を集めている。
知床峠を挟んだ羅臼町と共に知床観光の拠点となる場所で、2007年（平成19年）に道の駅うとろ・シリエトク、2009年には知床世界遺産センターが開設された。知床が世界遺産に登録されたことによる観光収益が期待されているが、同時に観光客の増加による悪影響も懸念されている。厳冬期には流氷が押し寄せ、地元の観光業者による「流氷ウォーク」のツアーが催行される。また、運がよければオジロワシなどの観察もできる。

## 気候
平均的にはオホーツク海に面する海洋性気候のため、周辺地域と比べると冬は冷え込みが弱く温暖で、過去最低気温は-20.9℃と高く、夏は真夏の日中でも平均で23度前後と比較的冷涼であるが、日本の中でも非常に気候の変化が激しい場所として知られており、平年値との差が非常に大きくなることも多い。晩冬から初夏にかけてはフェーン現象によって、特に深夜から午前中にかけて、気温が急激に上昇することもある。2010年2月26日には深夜1時にも関わらず14.9℃を観測しており、これは平年の気温（約-8～9℃）を25度近くも上回る気温である。一方、日本のアメダス地点では標高1000mを超えるような高地を除くと、最も遅くまで雪が降ることが多く、2013年5月8日には積雪57cmを記録する大雪となったり、5月下旬でも日中でも0度前後の気温を観測することもある。しかし、数日後には一転してフェーン現象によって真夏日を観測することもあり、風向きによって気温が乱高下を起こしやすく、数日の間に真夏と冬が同居することも珍しくない。
| 宇登呂（1981年 - 2010年） の気候 | 宇登呂（1981年 - 2010年） の気候 | 宇登呂（1981年 - 2010年） の気候 | 宇登呂（1981年 - 2010年） の気候 | 宇登呂（1981年 - 2010年） の気候 | 宇登呂（1981年 - 2010年） の気候 | 宇登呂（1981年 - 2010年） の気候 | 宇登呂（1981年 - 2010年） の気候 | 宇登呂（1981年 - 2010年） の気候 | 宇登呂（1981年 - 2010年） の気候 | 宇登呂（1981年 - 2010年） の気候 | 宇登呂（1981年 - 2010年） の気候 | 宇登呂（1981年 - 2010年） の気候 | 宇登呂（1981年 - 2010年） の気候 |
| 月                               | 1月                              | 2月                              | 3月                              | 4月                              | 5月                              | 6月                              | 7月                              | 8月                              | 9月                              | 10月                             | 11月                             | 12月                             | 年                               |
| -------------------------------- | -------------------------------- | -------------------------------- | -------------------------------- | -------------------------------- | -------------------------------- | -------------------------------- | -------------------------------- | -------------------------------- | -------------------------------- | -------------------------------- | -------------------------------- | -------------------------------- | -------------------------------- |
| 最高気温記録 °C （°F）           | 10.8 (51.4)                      | 15.8 (60.4)                      | 17.1 (62.8)                      | 28.7 (83.7)                      | 33.6 (92.5)                      | 32.9 (91.2)                      | 34.1 (93.4)                      | 34.4 (93.9)                      | 31.7 (89.1)                      | 27.2 (81)                        | 21.9 (71.4)                      | 15.6 (60.1)                      | 34.4 (93.9)                      |
| 平均最高気温 °C （°F）           | −2.8 (27)                        | −3.3 (26.1)                      | 0.7 (33.3)                       | 8.1 (46.6)                       | 14.3 (57.7)                      | 17.8 (64)                        | 21.3 (70.3)                      | 23.3 (73.9)                      | 19.6 (67.3)                      | 14.1 (57.4)                      | 7.1 (44.8)                       | 0.5 (32.9)                       | 10.1 (50.2)                      |
| 平均最低気温 °C （°F）           | −8.9 (16)                        | −10.4 (13.3)                     | −6.4 (20.5)                      | −0.2 (31.6)                      | 4.7 (40.5)                       | 8.9 (48)                         | 13.1 (55.6)                      | 15.1 (59.2)                      | 11.5 (52.7)                      | 6.0 (42.8)                       | 0.1 (32.2)                       | −5.4 (22.3)                      | 2.3 (36.1)                       |
| 最低気温記録 °C （°F）           | −18.3 (−0.9)                     | −20.8 (−5.4)                     | −20.9 (−5.6)                     | −10.5 (13.1)                     | −3.8 (25.2)                      | 0.5 (32.9)                       | 3.5 (38.3)                       | 6.0 (42.8)                       | 3.4 (38.1)                       | −2.2 (28)                        | −9.6 (14.7)                      | −13.9 (7)                        | −20.9 (−5.6)                     |
| 降水量 mm （inch）               | 82.7 (3.256)                     | 52.6 (2.071)                     | 71.8 (2.827)                     | 88.0 (3.465)                     | 100.5 (3.957)                    | 73.1 (2.878)                     | 100.6 (3.961)                    | 119.3 (4.697)                    | 128.8 (5.071)                    | 113.2 (4.457)                    | 108.7 (4.28)                     | 91.1 (3.587)                     | 1,149 (45.236)                   |
| 降雪量 cm （inch）               | 168 (66.1)                       | 132 (52)                         | 130 (51.2)                       | 55 (21.7)                        | 4 (1.6)                          | 0 (0)                            | 0 (0)                            | 0 (0)                            | 0 (0)                            | 2 (0.8)                          | 26 (10.2)                        | 127 (50)                         | 647 (254.7)                      |
| 平均月間日照時間                 | 60.7                             | 92.4                             | 133.1                            | 159.0                            | 180.6                            | 176.0                            | 168.4                            | 161.5                            | 140.5                            | 120.3                            | 75.9                             | 52.7                             | 1,523.3                          |
| 出典：気象庁                     |                                  |                                  |                                  |                                  |                                  |                                  |                                  |                                  |                                  |                                  |                                  |                                  |                                  |

## エゾシカ問題
エゾシカが温泉街を歩く姿をよく見ることが出来る。近年はシカの集落進出が著しく、農産物や家庭の観葉植物に対する食害が発生しているほか、糞尿の垂れ流しによる害、シカの道路飛び出しによる交通事故も懸念されている。銃器による駆除は、集落に接近しすぎている上、知床半島から流れ込む無数のシカには無力として断念された。2006年（平成18年）に抜本的対策として、集落の周囲全てをフェンスで囲むことを決定した。フェンスは高さが3m、距離は3628mで、うち3,092mを斜里町が、536mを網走支庁が設置する。対策費用は3,600万円である。9月に建設を開始して12月に完成する見込み。
農産物の被害としては、てんさい、小麦、馬鈴薯の被害が大きい。1999年（平成11年）の被害額は7,200万円に達した。これに対して、平成11から13年度に半島基部の農地にエゾシカ侵入防止柵を設置した。総延長は90.6km、総事業費は4億6000万円である。

## ギャラリー

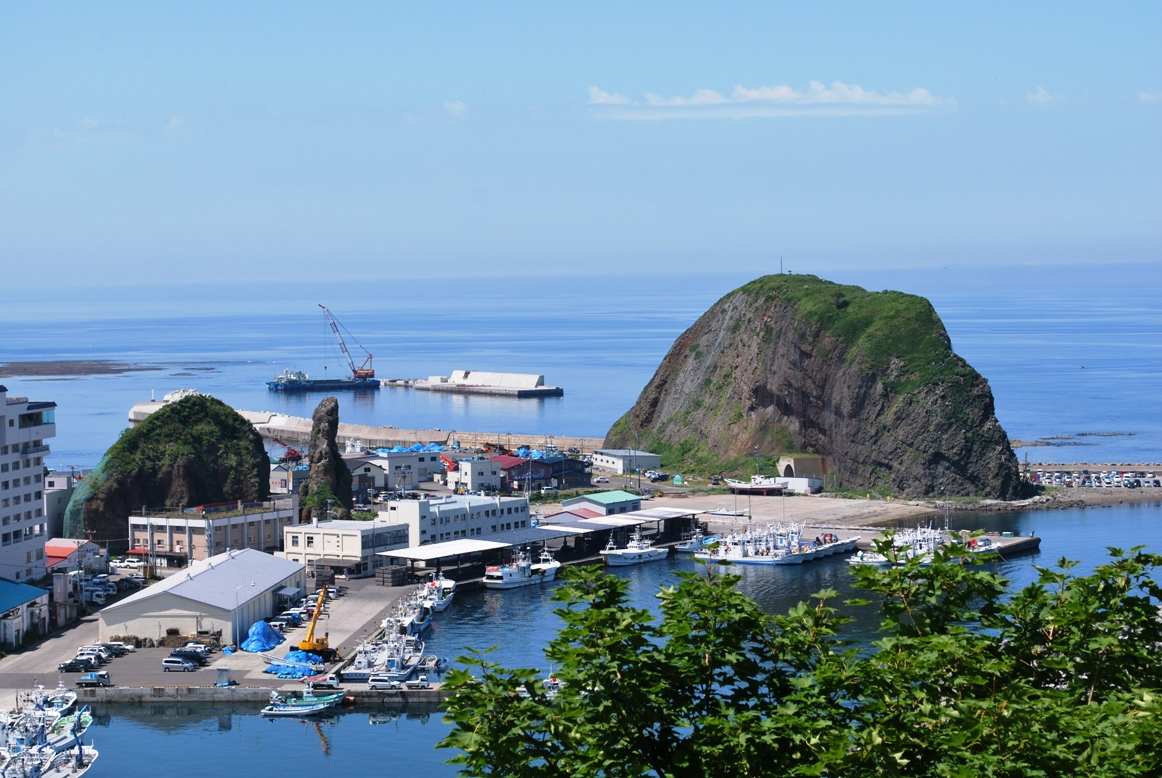
夕陽台から見たウトロ港
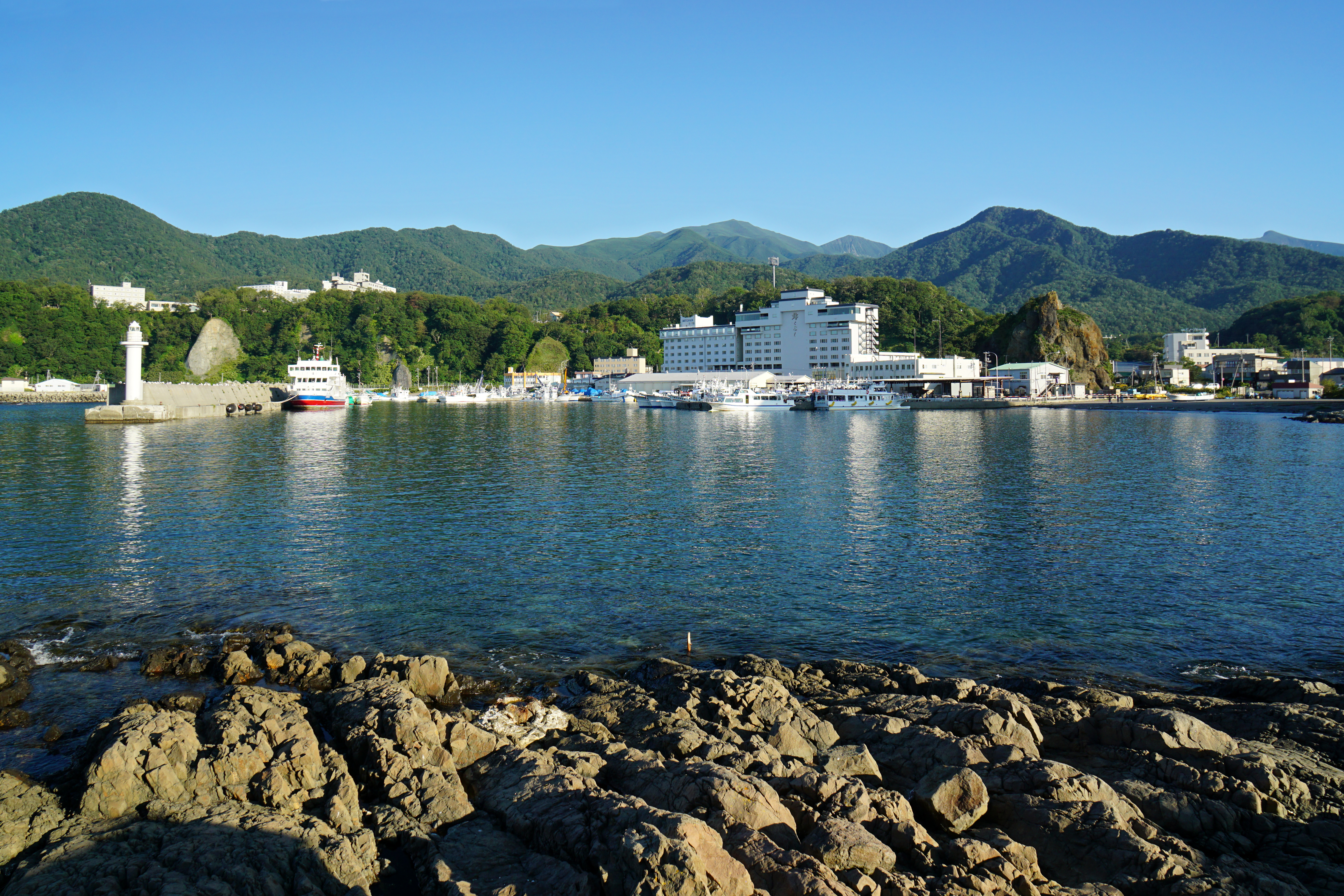
観光船から見たウトロ港
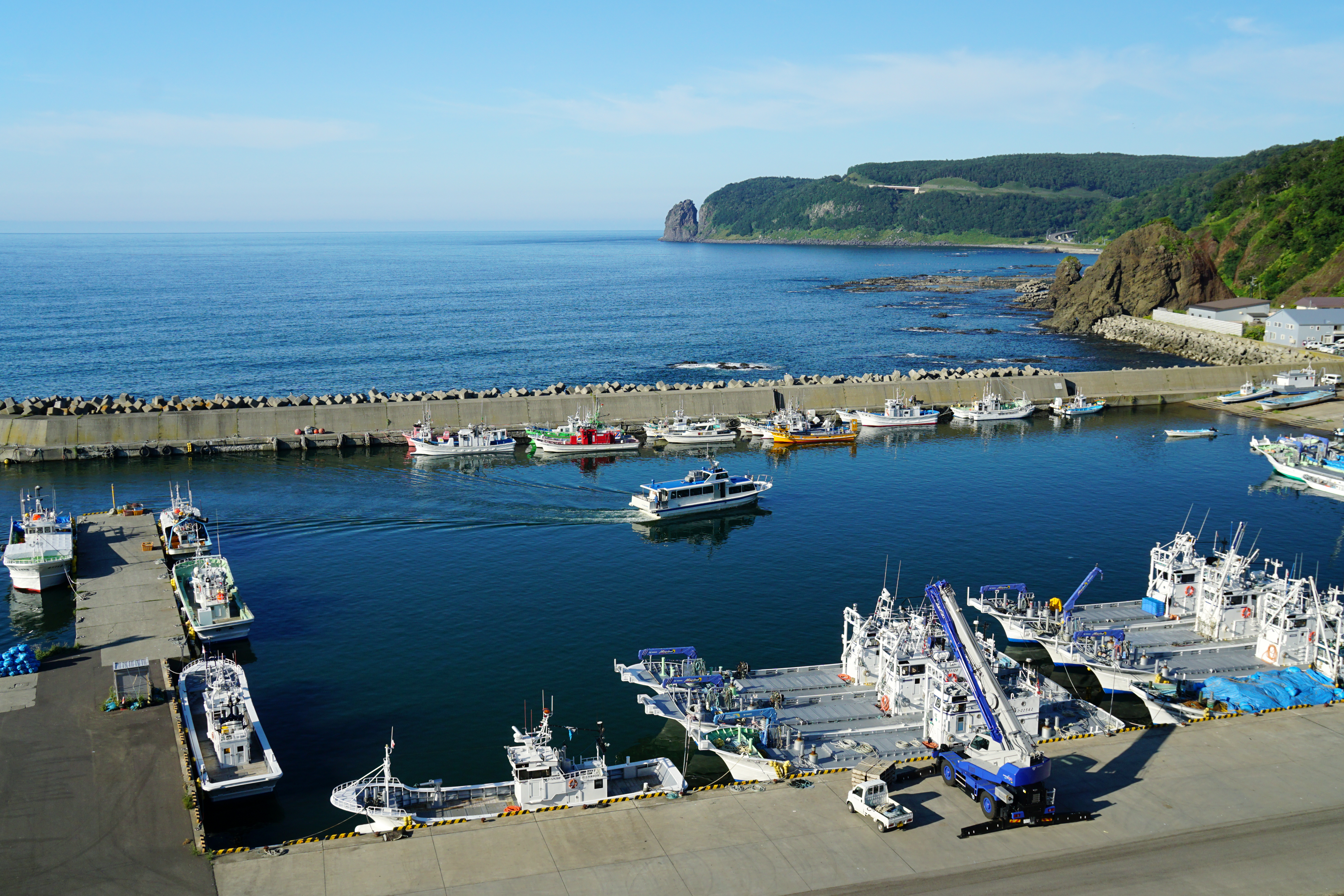
ウトロ港とプユニ岬
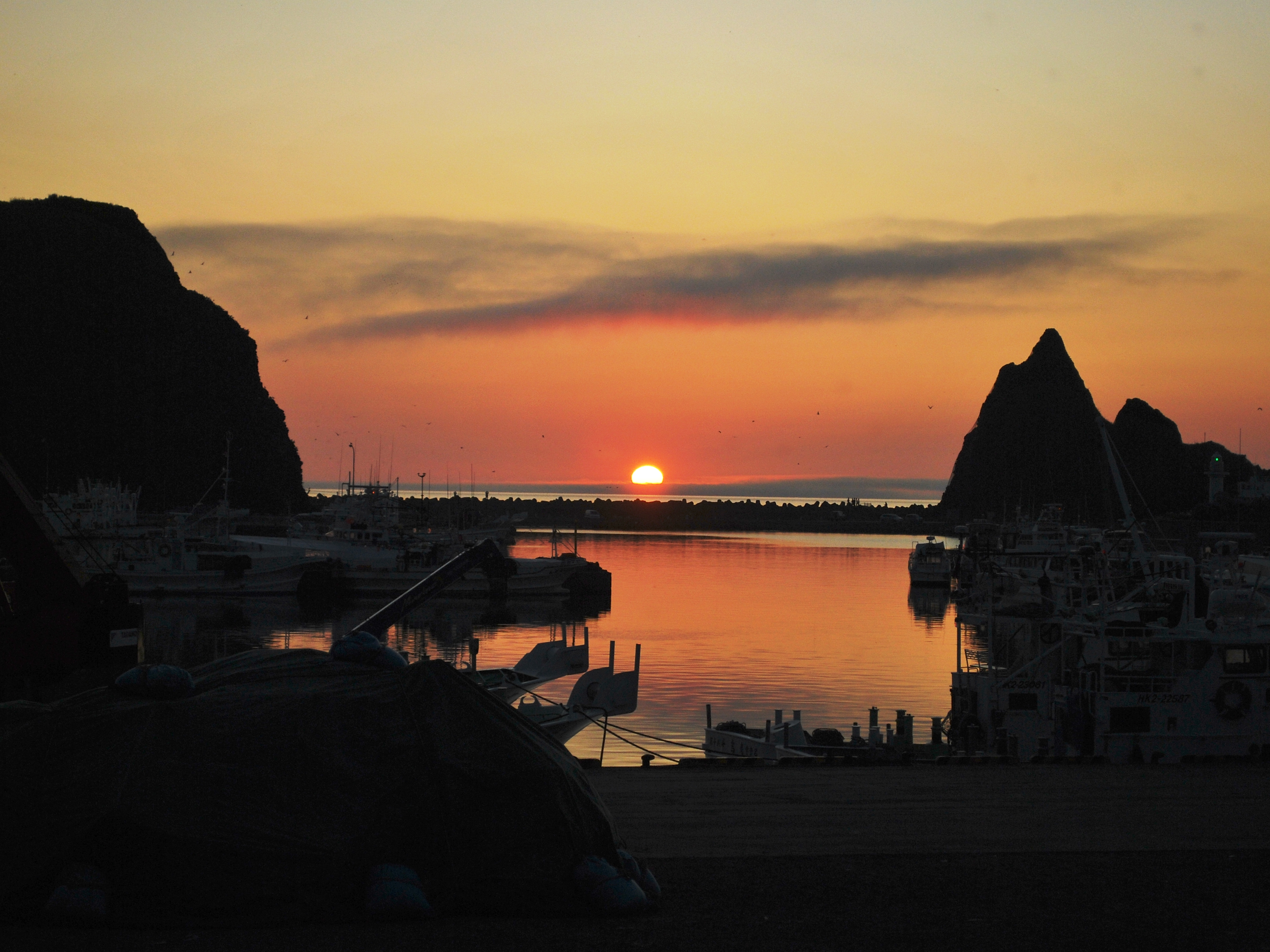
ウトロ港の夕日（国道より）
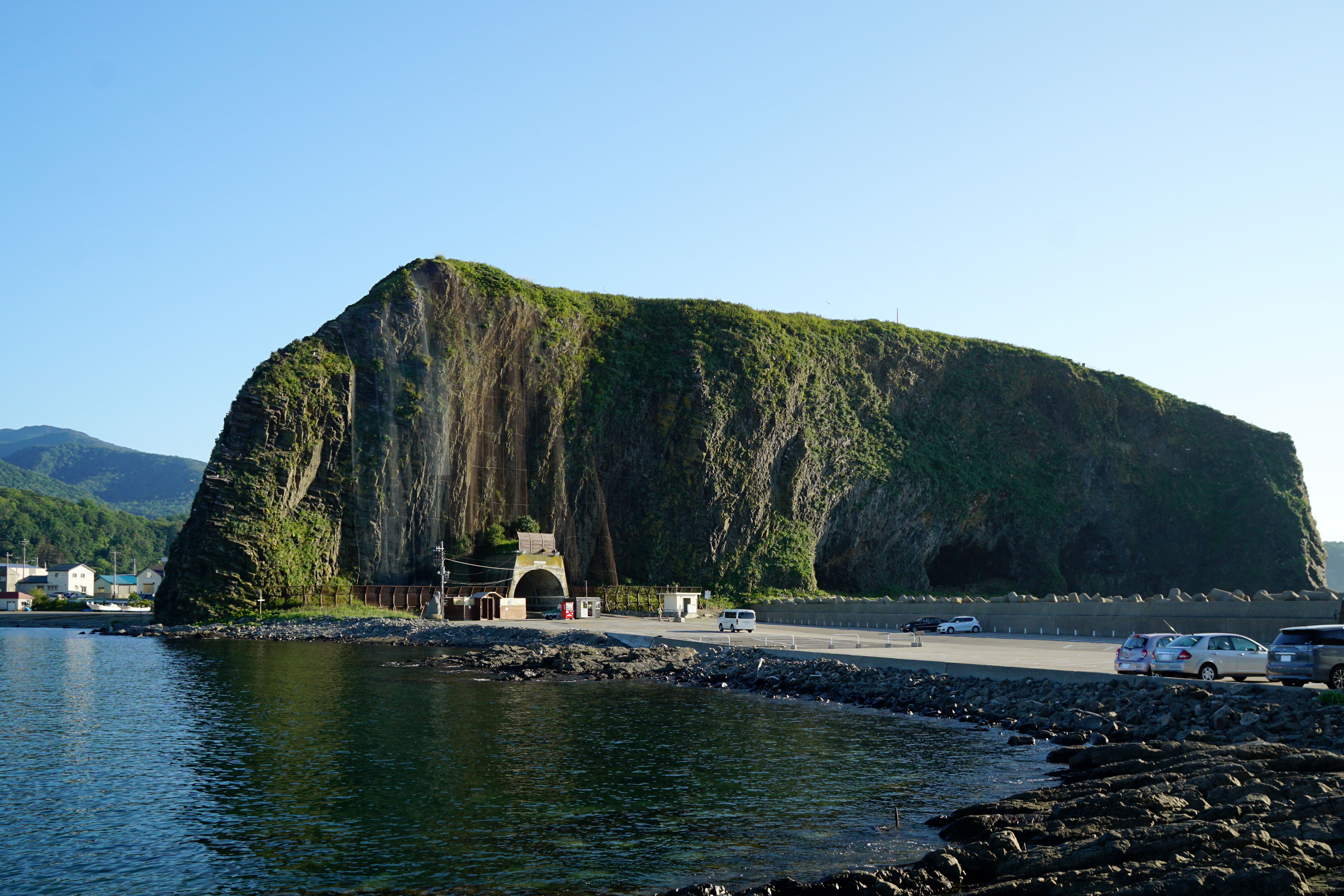
オロンコ岩
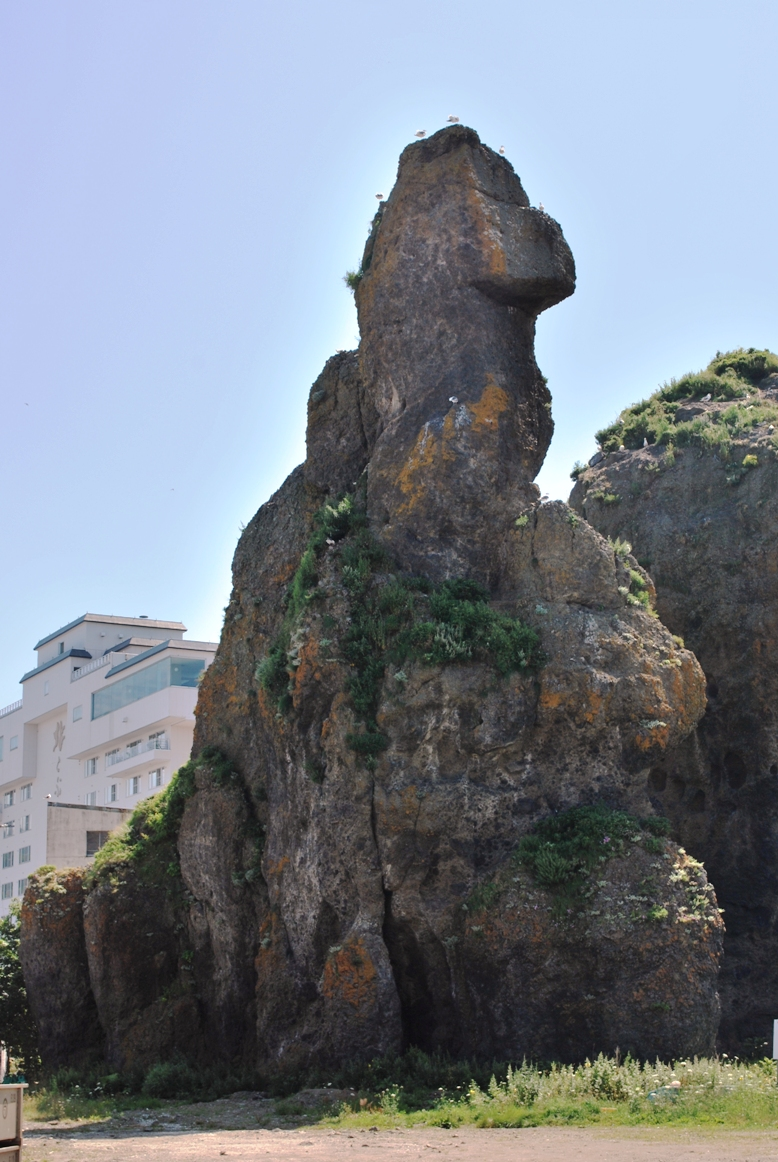
ゴジラ岩